# Jihočeská filharmonie
Jihočeská filharmonie je profesionální filharmonie v jižních Čechách se stabilní scénou v Českých Budějovicích.

## Historie
Orchestr byl založen roku 1981 pod názvem Jihočeský státní orchestr. Do roku 2015 vystupovala pod názvem Jihočeská komorní filharmonie České Budějovice a postupně jej vedli dirigenti Jaroslav Vodňanský, Ondřej Kukal, Břetislav Novotný, Jaroslav Krček a Stanislav Vavřínek. Mezi lety 2008 a 2020 zastával pozici šéfdirigenta český houslista a dirigent Jan Talich, poté soubor v letech 2021–2023 vedl Miran Vaupotić a od sezóny 2024/2025 se stala novou šéfdirigentkou Alena Hron. Soubor na některých koncertech vede také Patrik Červák, který s Filharmonií vystupuje také jako klavírní sólista. K roku 2020 byl orchestr jedinou profesionální filharmonií v Jihočeském kraji.
Od počátku je domovskou scénou Jihočeské filharmonie adaptovaný kostel svaté Anny, jenž je od roku 1988 i v jejím vlastnictví. Během půlroční rekonstrukce v letech 2020–2021 (první od roku 1981) orchestr využívá českobudějovický sál kulturního domu Metropol.
S příchodem nového ředitele Otakara Svobody se v roce 2014 orchestr připojil k trendu propojování žánrů a koncertů na netradičních místech, například na Stezce korunami stromů, na zříceninách hradů Pořešín a Dívčí kámen nebo v parku 4 Dvory v Českých Budějovicích. Ve stejném roce se zjednodušil název orchestru a změnilo jeho logo.

## Členové souboru
Martin Týml, Jitka Kubková, Lilija Červinková, Jan Jírů, Simona Balounová, Michaela Kosmáková, Vítězslav Ochman, Vlastimil Ochman, Kristýna Kočová, Ladislav Kosmák, Ivana Stellnerová, Jiří Peška, Markéta Kučírková, Eva Mrkvicová, Michal Dušek, Jaroslav Tröstl, Daniela Kekulová, Radka Vyroubalová, Jiří Šlechta, Milan Kohel, Jana Matějková, Lenka Týmlová, Soňa Zavřelová, Vladislav Vorel, Libor Heřman, Alexandra Přidalová, Eliška Ludvíková, Hana Tauerová, Emilie Dvořáková, Vít Kekula, Terumi Suda Hatashima, Frederik Machač, Pavel Budín, Robert Tauer, Jaromír Čížek, Jiří Pelikán, Petr Suda, Miroslav Baloun.

## Galerie

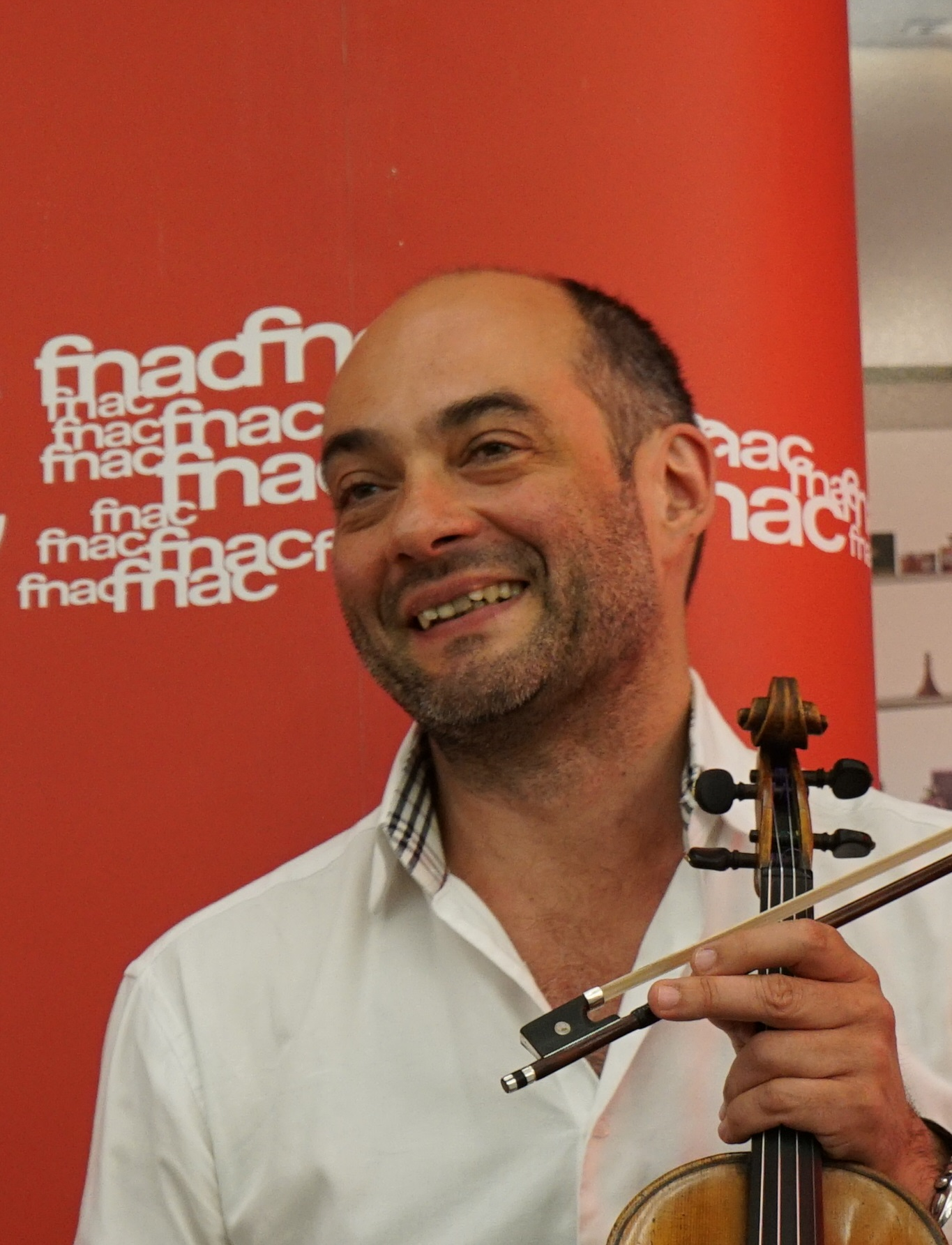
Šéfdirigent Jan Talich
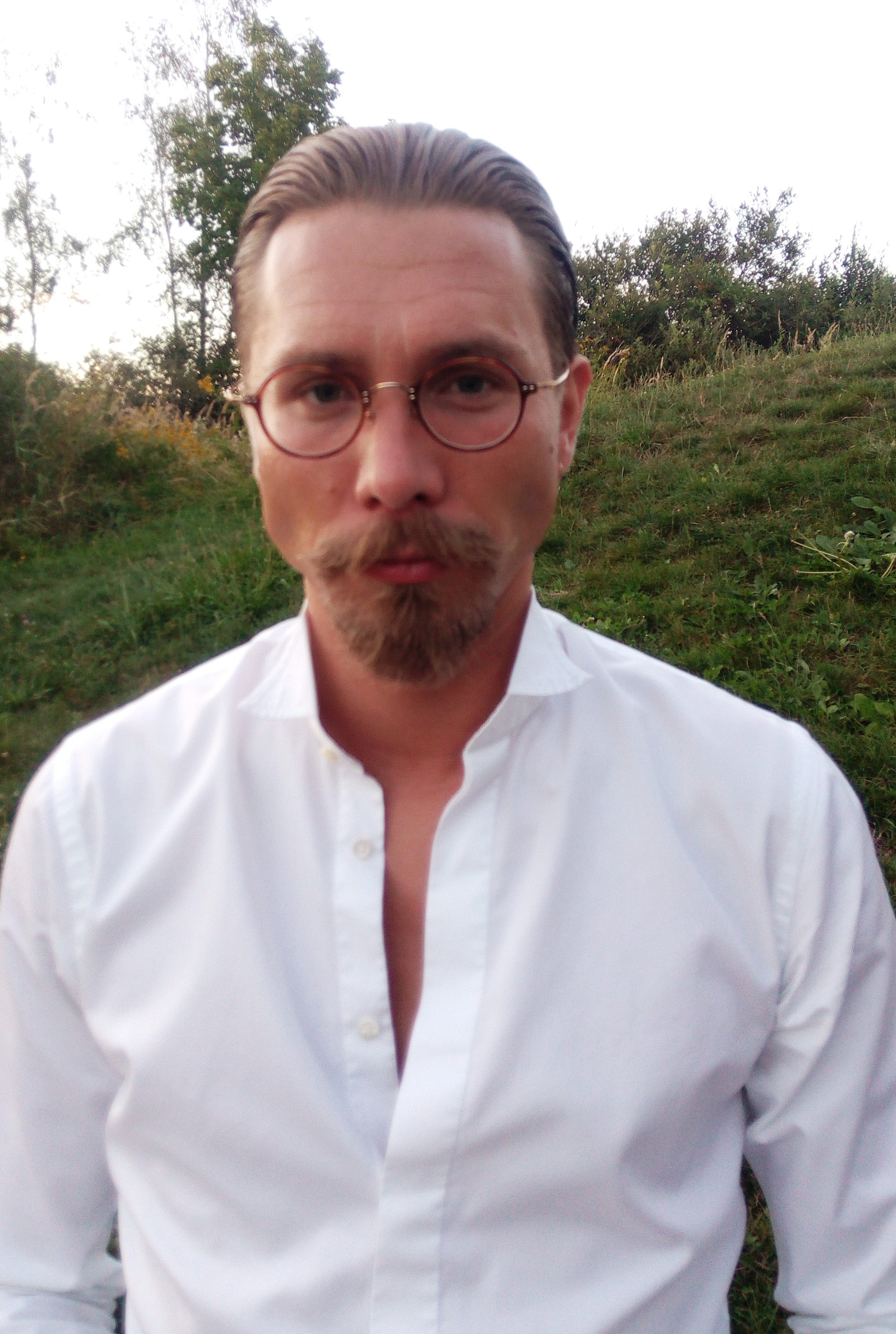
Dirigent Patrik Červák
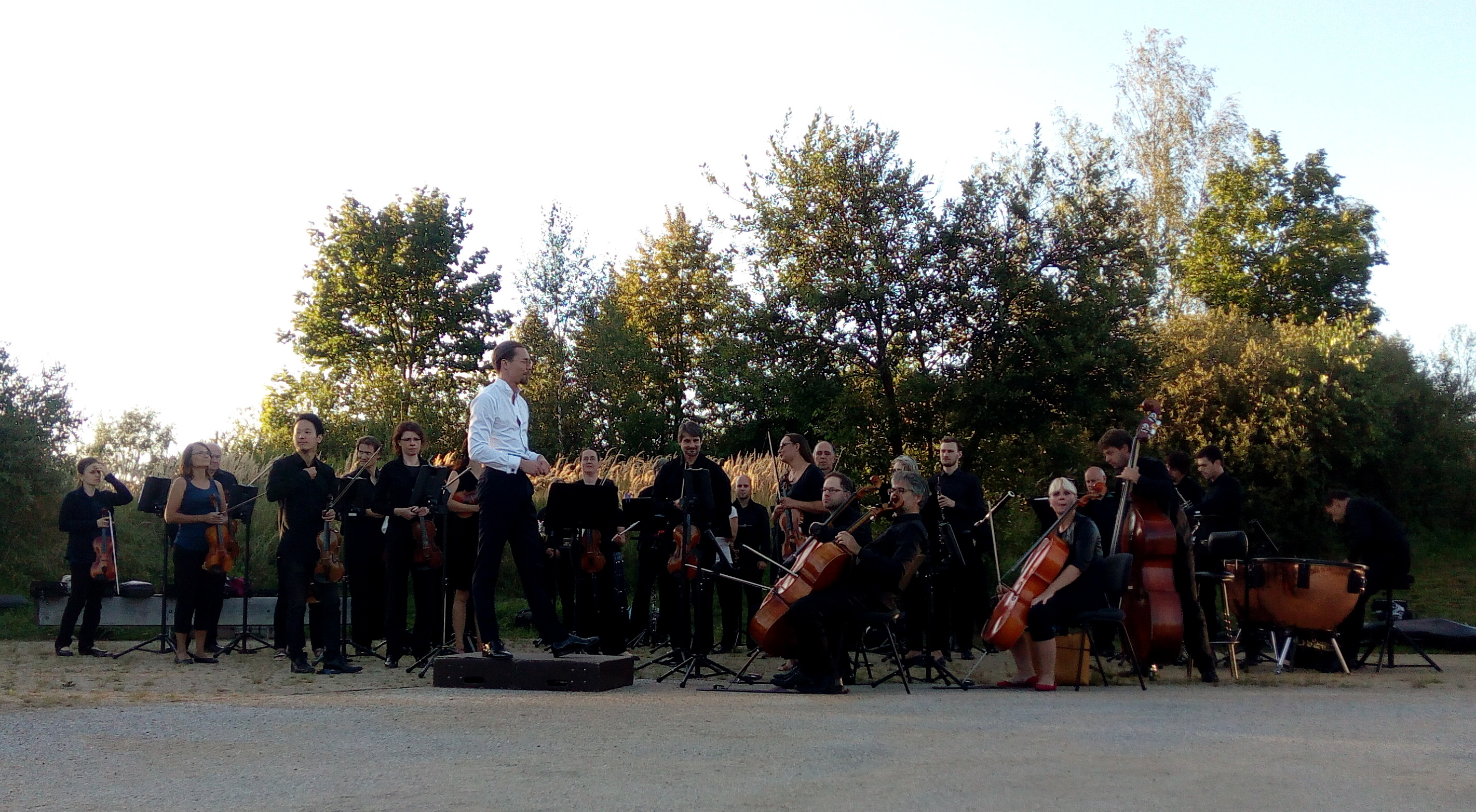
Koncert v rámci Oživení levého břehu Vltavy v srpnu 2020